# MBDA SPEAR
MBDA SPEAR – kierowany pocisk typu powietrze-powierzchnia, służący do niszczenia punktowych celów, wyprodukowany przez firmę MBDA.

## Historia

### Geneza
Wraz z wprowadzaniem na uzbrojenie sił powietrznych kolejnych państw samolotu Lockheed Martin F-35 Lightning II, rośnie liczba programów rozwoju, modernizacji i pozyskania nowego uzbrojenia dla tego samolotu. Z racji ograniczeń jakim podlegają amerykańskie myśliwce 5 generacji F-35 i Lockheed F-22 Raptor, ograniczeń wynikających z potrzeby zachowań cech utrudnionej wykrywalności przez systemy radiolokacyjne. Większość podwieszanego uzbrojenia powinna być przenoszona w wewnętrznych, zamykanych komorach. Ich niewielkie rozmiary umożliwiają przenoszenia zaprojektowanych dla starszych generacji samolotów i szeroko obecnie stosowanych środków typu Joint Direct Attack Munition czy AIM-120 AMRAAM, ale kosztem liczby przenoszonych pocisków. Zatem aby w pełni wykorzystać możliwości jakie dają nowe konstrukcje 5 generacji, niezbędnym stało się zaprojektowanie dla nich nowych środków, od początku projektowanych do przenoszenia w wewnętrznych komorach uzbrojenia.

### Projekt
Jednym z przedsiębiorstw zaangażowanych w nowe programy został brytyjski oddział firmy MBDA. Wielka Brytania jest największym zagranicznym udziałowcem programu Joint Strike Fighter, tzw. partnerem pierwszego poziomu. Jest również największym odbiorcą eksportowym F-35. Brytyjski przemysł obok prac nad nowymi typami uzbrojenia dla własnych Lightningów, widzi również szanse na eksport. Jednym z zainicjowanych programów był projekt SPEAR, Selective Precision Effects. Jego celem była budowa całego wachlarza nowych, precyzyjnych środków bojowych. Obejmował on modyfikację bomby Paveway IV, oznaczoną jako Spear Capability 1. Spear Capability 2 czyli 50 kg pocisku powietrze - ziemia typu odpal i zapomnij, rozwijanego w ramach rodziny pocisków Brimstone. Spear Capability 3, którego celem była budowa małogabarytowego pocisku typu powietrze - ziemia, napędzanego silnikiem turboodrzutowym, o zasięgu rzędu 100 km. Spear Capability 4, który zmaterializował się pod postacią Storm Shadow oraz zawieszonego Spear Capability 5, którego celem było pozyskanie ponaddźwiękowego pocisku, uzupełniającego możliwości Storm Shadow.

### SPEAR

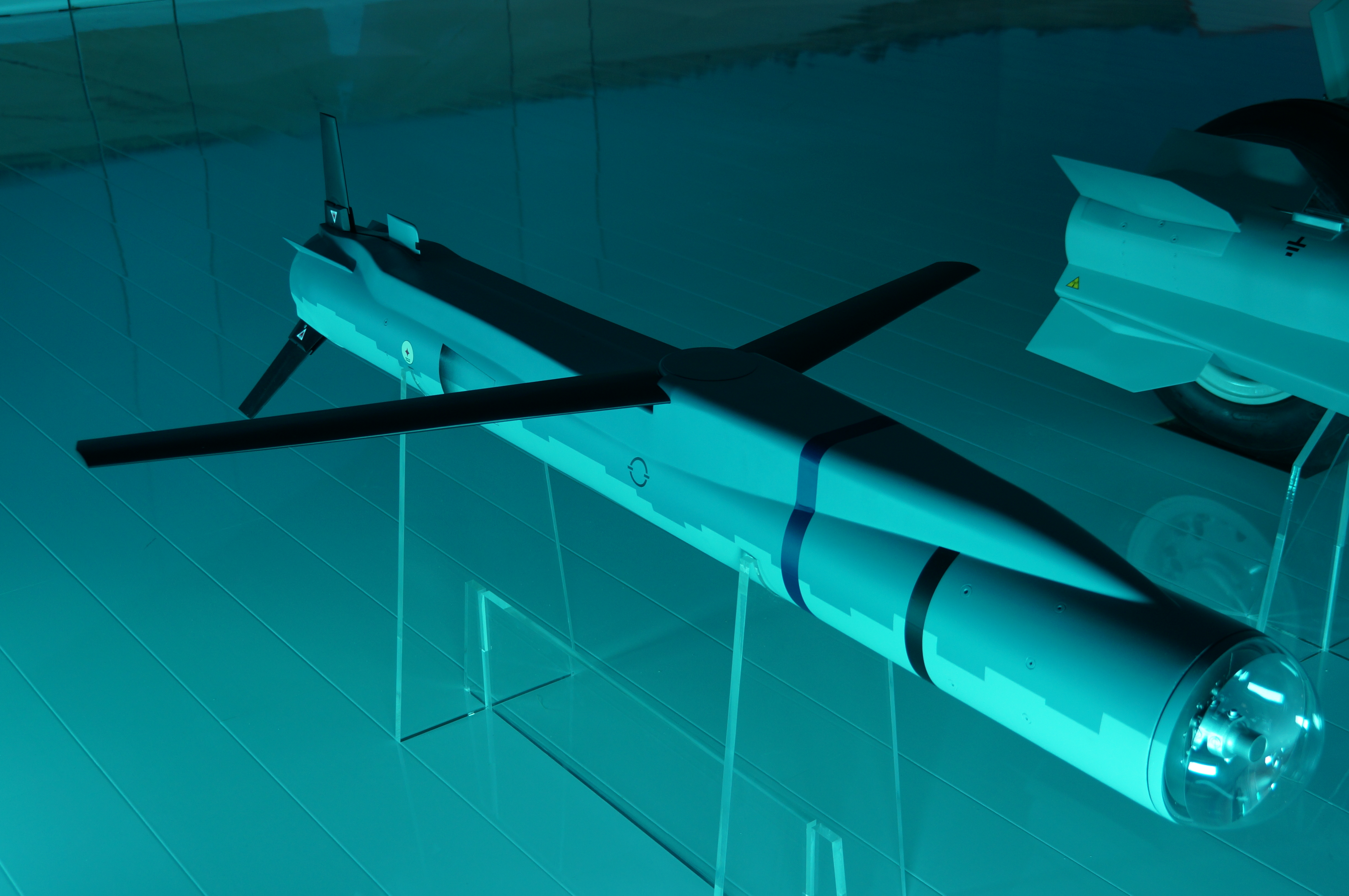
SPEAR z rozłożonymi skrzydłami

Do walki o kontrakt na realizację projektu Spear Capability 3 stanęło dwóch producentów, amerykański Raytheon z naprowadzaną bombą szybującą Small Diameter Bomb II (GBU-53/B StormBreaker) oraz europejski MBDA z będącym w fazie projektu pociskiem Spear. Zasadnicza różnica pomiędzy obydwiema ofertami polegała na tym, iż europejski pocisk posiadał napęd, charakteryzował się tym samym większym zasięgiem, prędkością. Bardziej elastycznym użyciem na polu walki. Z drugiej jednak strony był bardziej kosztowny, miał dwukrotnie mniejszą głowicę bojową od swojego amerykańskiego konkurenta oraz większą sygnaturę termiczną. Raytheon z kolei podkreślał fakt, iż bomba jest w ostatniej fazie prób, co czyni cały projekt mniej ryzykownym w realizacji a tym samym mniej kosztownym. Mniejszy koszt jednostkowy pocisku, dużą głowicę bojową oraz przy braku napędu, znikomą sygnaturę cieplną. 
19 maja 2016 roku, brytyjskie Ministerstwo Obrony poinformowało o zwycięstwie projektu MBDA. W uzasadnieniu wyboru podano, iż pomimo zdecydowanie większych kosztów jakie generuje produkcja europejska, bardziej spełnia on wymagania taktyczne jakie stawiane są przed tego typu uzbrojeniem. Z drugiej strony zaangażowanie MBDA z korzyścią wpłynie na brytyjską gospodarkę, której podmioty uczestniczą w produkcji europejskiej korporacji, niż skorzystanie z oferty amerykańskiego odpowiednika.
MBDA zaprojektowała ważący około 100 kg pocisk, napędzany silnikiem turboodrzutowym Hamilton Sundstrand TJ-150. Jego przeznaczeniem jest zwalczanie celów naziemnych, w każdych warunkach atmosferycznych i porze doby, celów ruchomych i nieruchomych. Wszechstronność w rażeniu celów ma zapewnić wielozakresowa głowica naprowadzająca, w której zintegrowano radar milimetrowy, półaktywny czujnik laserowy oraz system nawigacyjny związany z układem GPS/INS (Global Positioning System/Inertial Navigation System). Pocisk wyposażony będzie w dwukierunkowe łącze wymiany danych. Dzięki temu możliwe ma być bardziej elastyczne użycie na polu walki:zmiana celu podczas ataku, aktualizacja jego położenia lub przerwanie procedury ataku. Pocisk wyposażony jest w rozkładane w trakcie lotu skrzydła. Podstawowym nosicielem pocisków ma być samolot F-35B Royal Air Force i Fleet Air Arm. Dodatkowo Spear ma być zintegrowany z Eurofighter Typhoon. Pojedynczy F-35B ma być zdolny do przenoszenia ośmiu pocisków, po cztery w każdej z dwóch komór uzbrojenia, przy równoczesnym przenoszeniu, wewnątrz tych samych komór, przeciwlotniczych pocisków Meteor, po jednym z każdej z komór. Podczas odbywających się w Londynie we wrześniu 2019 roku targów DSEI (Defence & Security Equipment International), MBDA ujawniła projekty koncepcyjne pocisków mających wejść w skład uzbrojenia przenoszonego przez samolot BAE Systems Tempest. Wśród nich znalazł się projekt nowego pocisku SPEAR-EW, przeznaczonego do walki elektronicznej. Producent nie wyklucza zaprojektowanie i zbudowanie wersji przeznaczonej do przenoszenia na pokładach okrętów wojennych. Morski odpowiednik byłby przystosowany do wystrzeliwania z pionowych wyrzutni typu Mark 41 Vertical Launching System lub ExLS (Extensible Launching System). Pojedynczy kontener mieściłby cztery pociski Spear, wyposażone w dodatkowy silnik startowy. Zasięg morskiej wersji oscylowałby w granicach 70 km.
MBDA SPEAR oraz ich oraz jego wersją przeznaczoną do walki elektronicznej SPEAR-EW znajdują się wśród rozważanych opcji uzbrojenia, przeznaczonych do integracji z nowym, południowokoreańskim myśliwcem wielozadaniowym KAI KF-21 Boramae.